# Scutiger ningshanensis
Scutiger ningshanensis är en groddjursart som beskrevs av Fang 1985. Scutiger ningshanensis ingår i släktet Scutiger och familjen Megophryidae. IUCN kategoriserar arten globalt som starkt hotad. Inga underarter finns listade i Catalogue of Life.